# Jean Bolo
Pour les articles homonymes, voir Bolo (homonymie).
Jean Alexandre Bolo, né le 27 novembre 1919 à Nantes et mort le 30 juin 1982 dans le 14e arrondissement de Paris, est un acteur français.

## Biographie
Jean Bolo est le fils de Louis Oscar Marie Bolo, ingénieur, et de Cédalise Lucas.
Il a joué entre autres dans La guerre est finie (1966) d'Alain Resnais, mais il est surtout connu pour ses nombreux enregistrements de livres-disques Adès auxquels il participa en tant que comédien et adaptateur.

## Théâtre
- 1947 : L’Ombre d’un franc-tireur de Sean O’Casey, mise en scène André Clavé, théâtre Albert Ier
- 1947 : L'Arlésienne d'Alphonse Daudet, mise en scène André Clavé, Centre dramatique de l'Est (Colmar)
- 1947 : Boubouroche, Théodore cherche des allumettes, Les Bourlingrins de Georges Courteline, mise en scène André Clavé,  Centre dramatique de l'Est (Colmar)
- 1948 : Le Mariage de Figaro de Beaumarchais, mise en scène André Clavé,  Centre dramatique de l'Est (Colmar)
- 1948 : Le Chariot de terre cuite de Sudraka, mise en scène André Clavé,  Centre dramatique de l'Est (Colmar)
- 1948 : L'anglais tel qu'on le parle de Tristan Bernard, mise en scène André Clavé, Centre dramatique de l'Est (Colmar)
- 1948 : Le Bourgeois gentilhomme de Molière, mise en scène André Clavé,  Centre dramatique de l'Est (Colmar)
- 1948 : Tartuffe de Molière, mise en scène André Clavé,  Centre dramatique de l'Est (Colmar)
- 1949 : Un homme de Dieu de Gabriel Marcel, mise en scène François Darbon, Centre dramatique de l'Est (Colmar)
- 1949 : Hamlet de William Shakespeare, mise en scène André Clavé,  Centre dramatique de l'Est (Colmar)
- 1951 :  Siegfried de Jean Giraudoux, mise en scène Claude Sainval, Comédie des Champs-Élysées
- 1951 : Le Prince de Hombourg d'Heinrich von Kleist, mise en scène Jean Vilar, Festival d'Avignon
- 1952 : Spartacus de Max Aldebert, mise en scène Jean-Marie Serreau, théâtre de Babylone
- 1952 : La Jarre de Luigi Pirandello, Spartacus de Max Aldebert, mise en scène Jean-Marie Serreau, théâtre de Babylone
- 1954 : Le Capitaine Smith de Jean Blanchon, mise en scène André Clavé, théâtre Montparnasse
- 1954 : Homme pour homme de Bertolt Brecht, mise en scène Jean-Marie Serreau, théâtre des Célestins, théâtre de l'Œuvre
- 1956 : Soledad de Colette Audry, mise en scène François Perrot, Poche Montparnasse
- 1959 : L'Affaire des poisons de Victorien Sardou, mise en scène Raymond Gérôme, théâtre Sarah-Bernhardt
- 1960 : Soledad de Colette Audry, mise en scène François Perrot, Poche Montparnasse
- 1961 : La Tragédie optimiste de Vsevolod Vichnevski, mise en scène Gabriel Garran, Festival d'art dramatique d'Aubervilliers
- 1962 : L'Étoile devient rouge de Sean O'Casey, mise en scène Gabriel Garran, théâtre de la Commune, théâtre Récamier
- 1963 : Le Mal court de Jacques Audiberti, mise en scène Georges Vitaly, théâtre La Bruyère
- 1964 : Sainte Jeanne de George Bernard Shaw, mise en scène Pierre Franck, théâtre Montparnasse
- 1965 : Le Repos du septième jour de Paul Claudel, mise en scène Pierre Franck,[théâtre de l'Œuvre
- 1966 : L'Instruction de Peter Weiss, mise en scène Gabriel Garran, théâtre de la Commune
- 1966 : Les Justes d'Albert Camus, mise en scène Pierre Franck, théâtre de l'Œuvre
- 1966 : La Fête noire de Jacques Audiberti, mise en scène Georges Vitaly, Festival du Marais Hôtel de Sully, théâtre La Bruyère
- 1970 : Les Trois Sœurs d'Anton Tchekhov, mise en scène Sacha Pitoëff, théâtre des Célestins
- 1970 : Marie Tudor de Victor Hugo, mise en scène Georges Werler, théâtre de l'Est parisien
- 1971 : Don Juan ou l'Amour de la géométrie de Max Frisch, mise en scène Jo Tréhard, Théâtre municipal de Cherbourg, théâtre de Nice
- 1972 : Les Justes d'Albert Camus, mise en scène Jean Négroni, Maison des arts et de la culture de Créteil
- 1974 : Et à la fin était le bang de René de Obaldia, mise en scène Pierre Franck, théâtre de l'Atelier
- 1979 : La Résistible Ascension d'Arturo Ui de Bertolt Brecht, mise en scène Jacques Échantillon, Les Tréteaux du Midi
- 1982 : Spaghetti bolognese de Tilly, mise en scène Michel Hermon, théâtre Gérard-Philipe

## Filmographie

### Cinéma
- 1961 : La Pendule à Salomon de Vicky Ivernel
- 1966 : La guerre est finie d'Alain Resnais : un agent de police
- 1969 : Trente-six Heures, court-métrage de Philippe Haudiquet : le père de Claudine
- 1970 : La Nuit bulgare de Michel Mitrani
- 1971 : La Cavale de Michel Mitrani : le médecin
- 1974 : Six alcooliques en quête d'un médecin, court-métrage de Gérard Samson
- 1975 : Le Futur aux trousses de Dolorès Grassian
- 1975 : Au-delà de la peur de Yannick Andréi : Morisi
- 1981 : Le Jardinier de Jean-Pierre Sentier : le directeur

### Télévision
- 1959 : En votre âme et conscience :  L'Affaire Benoît" de Claude Barma
- 1960 : Les Cinq Dernières Minutes, épisode Qui trop embrasse... de Claude Loursais
- 1964 : Quand le vin est tiré... (Les Cinq Dernières Minutes no 29), de Claude Loursais
- 1967 : Salle n° 8 de Robert Guez et Jean Dewever : Monsieur Michaux (ép. 16, 17, 18, 19, 20)
- 1967 : En votre âme et conscience, épisode : Entre deux heures du matin et neuf heures et demi le soir de  Jean Bertho
- 1969 : Fortune d'Henri Colpi
- 1970 : Le Lys dans la vallée de Marcel Cravenne
- 1971 : Les Enquêtes du commissaire Maigret, épisode Maigret en vacances de Claude Barma : Georgeot
- 1971-1972 : François Gaillard ou la vie des autres,  feuilleton télévisé de Jacques Ertaud  (2 épisodes) : Le juge d'instruction
- 1976 : Les Cinq Dernières Minutes, épisode Le Fil conducteur de Claude Loursais : Hervé Chesnard
- 1977 : Dossier danger immédiat (Épisode "L'affaire Martine Desclos") de Claude Barma

## Livres-disques
- Les Trois P'tits Cochons, P'tit Loup et le Moulin à poivre
- Zorro
- Alice au Pays des Merveilles
- Les 101 Dalmatiens
- Spirou et Fantasio : Le Repaire de murène, Le Dictateur et le Champignon
- Les trois petits cow-boys : Les enfants sages disque 45t